# Seznam ruských spisovatelů
Seznam ruských spisovatelů obsahuje přehled některých významných spisovatelů, narozených nebo převážně publikujících v Rusku či píšících rusky.

## A
- Čingiz Ajtmatov (1928–2008), kyrgyzský spisovatel, prozaik a publicista
- Genrich Saulovič Altov – viz Genrich Saulovič Altšuller
- Genrich Saulovič Altšuller (1926–1998), spisovatel sci-fi
- Petronij Gaj Amatuni (1916–1982), spisovatel sci-fi a knih pro děti
- Leonid Nikolajevič Andrejev (1871–1919), prozaik, dramatik, symbolista, průkopník expresionismu
- Daniil Leonidovič Andrejev (1906–1955), prozaik, básník, autor nábožensko-mystické literatury
- Vladimir Klavdijevič Arseňjev (1872–1930), etnograf, geograf, cestovatel a spisovatel.

## B
- Isaak Babel (1894–1940), autor povídek a dramatik
- Konstantin Badigin (1910–1984), spisovatel a kapitán dálné plavby
- Eduard Bagrickij (1895–1934), básník
- Grigorij Baklanov (1923–2009), romanopisec
- Konstantin Balmont (1867–1942), básník a překladatel
- Jevgenij Baratynskij (1800–1844), básník
- Anna Barkovová (1901–1976), básnířka
- Konstantin Nikolajevič Baťuškov (1787–1855), básník
- Pavel Bažov (1879–1950), autor pohádek
- Alexander Bek (1903–1972), romanopisec
- Tatjana Bek (1949–2005), básnířka
- Andrej Bělyj (1880–1934), básník a romanopisec
- Vladimir Benediktov (1807–1873), básník
- Nina Berberová (1901–1993), prozaička
- Alexandr Alexandrovič Bestužev-Marlinskij (1797–1837), prozaik
- Anatolij Alexejevič Bezuglov (1928–2022), autor detektivních příběhů
- Dmitrij Alexandrovič Bilenkin (1933–1987), autor sci-fi
- Nikolaj Zotovič Birjukov (1912–1966), prozaik
- Andrej Bitov (* 1937), romanopisec
- Alexandr Blok (1880–1921), básník
- Dmitrij Bobyšev (* 1936), básník a překladatel
- Ilja Bokštein (1937–1999), básník
- Jurij Vasiljevič Bondarev (1924–2020), prozaik
- Sergej Alexandrovič Bondarin (1903–1978), prozaik a básník
- Valeri (Willi) Brainin-Passek (* 1948), básník, překladatel a esejista
- Osip Brik (1888–1945), básník
- Georgij Michajlovič Brjancev (1904–1960), prozaik
- Josif Brodskij (1940–1996), básník a esejista
- Valerij Brjusov (1873–1924), básník a romanopisec
- Michail Bulgakov (1891–1940), prozaik a dramatik

- Fadděj Věnědiktovič Bulgarin (1789–1859), prozaik, novinář a kritik
- Jevgenij Bunimovič (* 1954), básník
- Ivan Bunin (1870–1953), romanopisec a básník
- David Burljuk (1882–1967), básník
- Dmitrij Bykov (* 1967), romanopisec, básník a životopisec

## C
- Marina Cvětajevová (1892–1941), básnířka akméismu
- Semjon Kuzmič Cvigun (1917–1982), armádní generál a politik, funkcionář KGB a rusky píšící spisovatel a scenárista

## Č
- Anton Pavlovič Čechov (1860–1904), dramatik a prozaik

- Nikolaj Gavrilovič Černyševskij (1828–1889), spisovatel, filosof, literární kritik a publicista
- Vladimir Alexejevič Čivilichin (1928–1984), novinář a spisovatel
- Jelena Semjonovna Čižovová (* 1957), spisovatelka
- Korněj Ivanovič Čukovskij (1882–1969), básník, překladatel, literární kritik a esejista
- Nikolaj Kornějevič Čukovskij (1904–1965), spisovatel a překladatel

## D
- Julij Markovič Daniel  (1925–1988), spisovatel, básník a překladatel
- Zinovij Davydov (1892–1957), spisovatel
- Irina Děněžkinová (* 1981), spisovatelka
- Gavrila Romanovič Děržavin (1743–1816), básník
- Ivan Ivanovič Dmitrijev (1760–1837), preromantický básník, voják a politik
- Anatolij Petrovič Dněprov (1919–1975), spisovatel vědeckofantastické literatury
- Darja Doncovová (* 1952), spisovatelka a novinářka
- Fjodor Michajlovič Dostojevskij (1821–1881), spisovatel a filozof
- Vladimir Leonidovič Durov (1863–1934), krotitel, cirkusový artista a spisovatel

## E
- Ilja Grigorjevič Erenburg (1891–1967), spisovatel, básník, publicista a překladatel

## F
- Alexandr Fadějev (1901–1956), spisovatel, kulturní a politický činovník
- Afanasij Afanasjevič Fet (1820–1892), básník
- Denis Ivanovič Fonvizin (1745–1792), dramatik

## G
- Rubén Gallego (* 1968), spisovatel a novinář španělského původu
- Nikolaj Vasiljevič Gogol (1809–1852), prozaik a dramatik ukrajinského původu, představitel ruského romantismu s prvky kritického realismu
- Ivan Alexandrovič Gončarov (1812–1891), spisovatel, literární kritik a překladatel
- Gennadij Samojlovič Gor (1907–1981), historik umění, prozaik a básník
- Maxim Gorkij (1868–1936), spisovatel, dramatik, básník a revolucionář, průkopník socialistického realismu
- Alexandr Sergejevič Gribojedov (1795–1829), diplomat, překladatel a dramatik období romantismu
- Dmitrij Vasiljevič Grigorovič (1822–1900), spisovatel a umělecký kritik
- Alexandr Grin (1880–1932), novoromantický spisovatel
- Vasilij Grossman (1905–1964), spisovatel
- Dmitrij Gluchovskij (* 1979), spisovatel a žurnalista

## Ch
- Velemir Chlebnikov (1885–1922), básník, dramatik, představitel futurismu a symbolismu
- Daniil Charms (1905–1942), surrealistický spisovatel, básník a dramatik

## J
- Avgust Jefimovič Javič (1900–1979), spisovatel a novinář
- Venědikt Vasiljevič Jerofejev (1938–1990), postmoderní spisovatel
- Viktor Vladimírovič Jerofejev (* 1947), spisovatel, literární kritik a novinář

- Sergej Alexandrovič Jesenin (1895–1925), básník a spisovatel
- Jevgenij Alexandrovič Jevtušenko (1932–2017),  básník, scenárista a režisér

## K
- Nikolaj Michajlovič Karamzin (1766–1826), preromantický spisovatel a historik
- Pavel Alexandrovič Katenin  (1792–1853), romantický básník, dramatik, literární kritik, překladatel a divadelní pedagog
- Lev Kiršner (1922–2010), prozaik a historik
- Boris Borisovič Kolokolov – bližší údaje nejsou známy
- Nikolaj Ivanovič Korotějev (1927–1978), novinář a spisovatel
- Ivan Andrejevič Krylov (1769–1844), autor bajek, publicista a satirik

## L
- Olga Nikolajevna Larionovová (* 1935), spisovatelka literatury science fiction
- Leonid Maximovič Leonov (1899–1994), spisovatel a dramatik
- Michail Jurjevič Lermontov (1814–1841), básník, prozaik, dramatik, představitel romantismu
- Sergej Lukjaněnko (* 1968), spisovatel, autor fantastických románů a povídek

## M
- Vladimir Vladimirovič Majakovskij (1893–1930), básník
- Vladimir Makanin (1937–2017), matematik a spisovatel
- Dmitrij Narkisovič Mamin-Sibirjak (1852–1912), prozaik
- Osip Mandelštam (1891–1938), básník akméismu
- Anatolij Marčenko (1938–1986), spisovatel, disident
- Alexandra Marininová (* 1957), autorka detektivních povídek
- Anatolij Markovič Markuša (1921–2005), autor dětské literatury z leteckého prostředí
- Dmitrij Nikolajevič Medvěděv (1898–1954), autor knih o partyzánském odboji během druhé světové války
- Lev Alexandrovič Mej (1822–1862), básník a prozaik
- Alexandr Mironov (1910–1992), běloruský spisovatel

## N
- Vladimir Vladimirovič Nabokov (1899–1977), básník a prozaik, po říjnové revoluci žil v emigraci (Německo, USA, Švýcarsko)
- Andrej Sergejevič Někrasov (1907–1987), ruský sovětský spisovatel
- Nikolaj Alexejevič Někrasov (1821–1878), ruský básník, spisovatel a kritik
- Vladimir Ivanovič Němcov (1907–1994), autor vědeckofantastických povídek a románů
- Vasilij Ivanovič Němirovič-Dančenko (1845–1936), ruský spisovatel a žurnalista
- Vladimir Ivanovič Němirovič-Dančenko (1858–1943), ruský a sovětský režisér, divadelní ředitel, dramatik a spisovatel
- Nikolaj Nosov (1908–1976), ruský autor dětských knih
- Nikolaj Ivanovič Novikov (1744–1818), ruský klasicistní, novinář, kritik a vydavatel

## O
- Vladimir Afanasjevič Obručev (1863–1956), geolog, geograf a spisovatel literatury science fiction
- Vladimir Fjodorovič Odojevskij  (1804–1869), romantický spisovatel, filozof, muzikolog, hudební kritik
- Bulat Okudžava (1924–1997), básník, prozaik a šansoniér arménsko-abchazsko-gruzínského původu
- Alexandr Nikolajevič Ostrovskij (1823–1886), dramatik
- Vladislav Alexandrovič Ozerov (1769–1816), preromantický dramatik

## P
- Vjačeslav Palman (1914–1998), spisovatel známý především svými knihami pro děti a mládež
- Ivan Ivanovič Panajev (1812–1862), pozdně romantický prozaik a žurnalista
- Boris Leonidovič Pasternak (1890–1960), básník a spisovatel, nositel Nobelovy ceny za literaturu z roku 1958
- Konstantin Paustovskij (1892–1968), dramatik a publicista
- Valentina Petrinská-Muchinová (1909–1993), spisovatelka především knih pro děti a mládež
- Ljudmila Stefanovna Petruševská (* 1938), spisovatelka, dramatička a scenáristka
- Valentin Pikul (1928–1990), spisovatel historických románů a románů s námořní válečnou tematikou
- Nikolaj Fjodorovič Pogodin (1900–1962), dramatik
- Antonij Pogorelskij (1787–1836), romantický básník a prozaik
- Boris Polevoj (1908–1981), spisovatel a novinář
- Zachar Prilepin (* 1975), spisovatel, voják a politik
- Viktor Alexejevič Pronin (1938–2023), novinář a spisovatel, autor detektivních příběhů
- Vladimir Jakovlevič Propp (1895–1970), folklorista
- Alexandr Sergejevič Puškin (1799–1837), básník, prozaik a dramatik, představitel romantismu, bývá považován za zakladatele moderní ruské literatury

## R
- Alexandr Nikolajevič Radiščev (1749–1802), prozaik, básník, filozof a sociální myslitel období osvícenství a preromantismu
- Valentin Rasputin (1937–2015), spisovatel a politik
- Dina Rubinová (* 1953), spisovatelka
- Anatolij Rybakov (1911–1998), spisovatel, autor částečně autobiografických antistalinistických děl
- Kondratij Fjodorovič Rylejev (1795–1826), básník období romantismu, popravený jako jeden z vůdců děkabristického povstání

## S
- Fjodor Ivanovič Samochin (1918–1992), kyrgyzský spisovatel
- Vladimir Ivanovič Savčenko (1933–2005), ukrajinský spisovatel science fiction
- Arsenij Semjonov (1935–1976), básník a prozaik
- Osip Ivanocič Senkovskij (1800–1858), univerzitní profesor, orientalista, novinář, literární kritik, překladatel a romantický spisovatel polského původu
- Anatolij Sevasťjanov (1931–2015), spisovatel, fotograf a biolog
- Konstantin Michajlovič Simonov (1915–1979), spisovatel, básník, dramatik a překladatel; začínal jako válečný dopisovatel
- Nikolaj Grigorjevič Smirnov (1890–1933), spisovatel
- Viktor Vasiljevič Smirnov (* 1933), novinář, spisovatel a scenárista původem z Ukrajiny
- Alexandr Vsevolodovič Sokolov (* 1933), znám jako Saša Sokolov, patří ke skupině ruských spisovatelů tzv. třetí vlny ruské emigrace
- Vladimir Alexandrovič Sollogub (1813–1882), státní úředník a pozdně romantický prozaik, dramatik a básník
- Vladimir Sergejevič Solovjov (1853–1900), filozof, publicista, univerzitní učitel, teolog a mystik, blízký přítel F. M. Dostojevského
- Alexandr Solženicyn (1918–2008), spisovatel, disident, publicista a politický činitel; roku 1970 obdržel Nobelovu cenu za literaturu
- Vladimir Sorokin (* 1955), spisovatel, scenárista a dramatik, jeden z hlavních představitelů konceptualismu v ruské literatuře
- Konstantin Michajlovič Staňukovič (1843–1903), spisovatel známý příběhy z námořnického prostředí
- Arkadij Strugackij (1925–1991), spisovatel žánru sci-fi, bratr Borise
- Boris Strugackij (1933–2012), spisovatel žánru sci-fi, bratr Arkadije

## Š
- Georgij Šach (pseudonym, vlastním jménem Georgij Chosrojevič Šachnazarov), právník, politolog, politik, novinář a spisovatel arménského původu
- Varlam Tichonovič Šalamov (1907–1982), básník
- Vladimir Alexandrovič Šarov (* 1952), spisovatel
- Vladimir Ivanovič Ščerbakov (1938–2004), radiotechnik, novinář, spisovatel literatury science fiction a populárně-vědeckých knih
- Stěpan Petrovič Ščipačov (1899–1980), básník, prozaik a redaktor
- Michail Šiškin (* 1961), spisovatel, žijící od roku 1995 ve Švýcarsku a v Německu
- Michail Alexandrovič Šolochov (1905–1984), spisovatel, nositel Nobelovy ceny za literaturu

## T
- Viktorija Tokarevová (* 1937), spisovatelka a scenáristka
- Taťjana Tolstá (* 1951), spisovatelka, vnučka spisovatele Alexeje Nikolajeviče Tolstého
- Alexej Nikolajevič Tolstoj (1883–1945), spisovatel, sběratel lidových pohádek a politik
- Lev Nikolajevič Tolstoj (1828–1910), spisovatel a filozof, představitel realismu
- Nikolaj Vladimirovič Toman (1911–1974), spisovatel
- Jurij Trifonov (1925–1981), prozaik a básník poválečného období, redaktor a představitel tzv. městské prózy
- Ivan Sergejevič Turgeněv (1818–1883), realistický spisovatel, prozaik, básník, dramatik, publicista a překladatel
- Ilja Afroimovič Turičin (1921–2001), novinář a spisovatel známý především tvorbou pro děti a mládež
- Fjodor Ivanovič Ťutčev (1803–1873), romantický básník a diplomat
- Alexandr Tvardovskij (1910–1971), básník, prozaik a novinář

## U
- Ljudmila Jevgeněvna Ulická (* 1943), spisovatelka a scenáristka

## V
- Alexandr Fomič Veltman (1800–1870), romantický básník a prozaik švédského původu
- Vikentij Vikenťjevič Veresajev (1867–1945), lékař a spisovatel
- Nikolaj Michajlovič Verzilin (1903–1984), botanik a spisovatel.
- Jevgenij Germanovič Vodolazkin (* 1964), spisovatel a literární vědec
- Vladimir Vojnovič (1932–2018), spisovatel, básník a malíř
- Jakov Volček (1912–1988), prozaik, dramatik a scenárista
- Andrej Andrejevič Vozněsenskij (1933–2010), básník, občanským povoláním architekt
- Vsevolod Vitaljevič Višněvskij ( 1900–1951), dramatik
- Nikolaj Andrejevič Vnukov (1925–2011), spisovatel knih pro děti a mládež
- Igor Vsevoložskij (1903–1967), spisovatel, známý knihami pro mládež, odehrávajícími se na moři
- Alexandr Vveděnskij (1904–1941), avantgardní básník a dramatik
- Vladimir Vysockij (1938–1980), písničkář, herec a básník

## Z
- Jevgenij Ivanovič Zamjatin (1884–1937), prozaik, představitel symbolismu
- Michail Zoščenko (1894–1958), spisovatel, satirik a dramatik

## Ž
- Sergej Georgijevič Žemajtis (1908–1987), autor sci-fi a námořních příběhů
- Boris Stěpanovič Žitkov (1882–1938), autor knih pro mládež
- Valentina Nikolajevna Žuravlevová (1933–2004), autorka sci-fi próz